# Unguizetes setiger
Unguizetes setiger är en kvalsterart som först beskrevs av Balogh och Sandór Mahunka 1978.  Unguizetes setiger ingår i släktet Unguizetes och familjen Mochlozetidae. Inga underarter finns listade i Catalogue of Life.